# Rhynchopsilopa philipinensis
Rhynchopsilopa philipinensis är en tvåvingeart som beskrevs av Wirth 1968. Rhynchopsilopa philipinensis ingår i släktet Rhynchopsilopa och familjen vattenflugor. Inga underarter finns listade i Catalogue of Life.